# Taça de Portugal
Taça de Portugal er en årlig fodbold cupturnering arrangeret af Portugals fodboldforbund (Federação Portuguesa de Futebol). Samtlige klubber i Primeira Liga, Liga de Honra, II Divisão og III Divisão i Portugal er fødte deltagere. Mestrene fra de 22 regionale ligaer deltager også, og indtræder alle i turneringens første runde. 
Den blev første gang spillet i 1938, og er blevet afviklet uafbrudt siden, med undtagelse af årene 1946/47 og 1948/49. S.L. Benfica har til og med 2012 vundet turneringen 24 gange og tabt finalen 9 gange. FC Porto og Sporting CP følger efter med henholdsvis 16 og 15 vundne titler.

## Sæsoner og vindere
| - 1938–39 – Académica - 1939–40 – Benfica - 1940–41 – Sporting CP - 1941–42 – Belenenses - 1942–43 – Benfica - 1943–44 – Benfica - 1944–45 – Sporting CP - 1945–46 – Sporting CP - 1946–47 – ikke spillet - 1947–48 – Sporting CP - 1948–49 – Benfica - 1949–50 – ikke spillet - 1950–51 – Benfica - 1951–52 – Benfica - 1952–53 – Benfica - 1953–54 – Sporting CP - 1954–55 – Benfica - 1955–56 – FC Porto - 1956–57 – Benfica - 1957–58 – FC Porto - 1958–59 – Benfica - 1959–60 – Belenenses | - 1960–61 – Leixões - 1961–62 – Benfica - 1962–63 – Sporting CP - 1963–64 – Benfica - 1964–65 – Vitória de Setúbal - 1965–66 – Sporting de Braga - 1966–67 – Vitória de Setúbal - 1967–68 – FC Porto - 1968–69 – Benfica - 1969–70 – Benfica - 1970–71 – Sporting CP - 1971–72 – Benfica - 1972–73 – Sporting CP - 1973–74 – Sporting CP - 1974–75 – Boavista FC - 1975–76 – Boavista FC - 1976–77 – FC Porto - 1977–78 – Sporting CP - 1978–79 – Boavista FC - 1979–80 – Benfica | - 1980–81 – Benfica - 1981–82 – Sporting CP - 1982–83 – Benfica - 1983–84 – FC Porto - 1984–85 – Benfica - 1985–86 – Benfica - 1986–87 – Benfica - 1987–88 – FC Porto - 1988–89 – Belenenses - 1989–90 – Estrela da Amadora - 1990–91 – FC Porto - 1991–92 – Boavista FC - 1992–93 – Benfica - 1993–94 – FC Porto - 1994–95 – Sporting CP - 1995–96 – Benfica - 1996–97 – Boavista FC - 1997–98 – FC Porto - 1998–99 – SC Beira-Mar - 1999–00 – FC Porto | - 2000–01 – FC Porto - 2001–02 – Sporting CP - 2002–03 – FC Porto - 2003–04 – Benfica - 2004–05 – Vitória FC - 2005–06 – FC Porto - 2006–07 – Sporting CP - 2007–08 – Sporting CP - 2008–09 – FC Porto - 2009–10 – FC Porto - 2010–11 – FC Porto - 2011–12 – Académica - 2012–13 – Vitória de Guimarães - 2013–14 – Benfica - 2014–15 – Sporting CP - 2015–16 – SC Braga - 2016–17 – Benfica - 2017–18 – CD Aves - 2018–19 – Sporting CP |